# Фіялка двозначна
Фіялка двозначна, фіалка двозначна (Viola ambigua) — вид рослин з родини фіалкових (Violaceae), поширений у Європі й західній Азії.

## Опис
Багаторічна рослина 5–10 см. Листки видовжено-яйцеподібні, біля основи клиноподібні; пластинка збігає по черешку. Квітки 15–20 мм в діаметрі, фіолетові.

## Поширення
Поширений у Європі (Італія, Швейцарія, Австрія, Чехія, Словаччина, Угорщина, Білорусь, Молдова, Росія, Україна, Болгарія, Македонія, Словенія, Хорватія, Сербія, включаючи Косово та Воєводину, Румунія) й Азії (Азербайджан, Вірменія, Грузія, Казахстан).
В Україні вид зростає на степових схилах, відслоненнях, узліссях — у Закарпатті, Лісостепу, Степу та Криму,Полтавська область.